# جيمس إل. سوانسون
جيمس إل. سوانسون (بالإنجليزية: James Swanson) هو مؤرخ أمريكي، ولد في 12 فبراير 1959.

## وصلات خارجية
- جيمس إل. سوانسون على موقع IMDb (الإنجليزية)
- جيمس إل. سوانسون على موقع ميوزك برينز (الإنجليزية)
- جيمس إل. سوانسون على موقع قاعدة بيانات الفيلم (الإنجليزية)